# Cratere Falun
Falun  è un cratere sulla superficie di Marte.